# Adytcha
L'Adytcha (en russe : Адыча - en Iakoute : Аадыча) est une rivière de Russie qui coule en Sibérie orientale, au nord-est de la république de Sakha. C'est le principal affluent du fleuve Iana qu'il rejoint en rive droite.

## Géographie
L'Adytcha a une longueur de 715 kilomètres. Son bassin versant a une superficie de 89 800 km2 (surface de taille comparable à celle du Portugal, ou encore égale à trois fois celle de la Belgique). Son débit moyen à l'embouchure est de 513 m3/s. À cet endroit, l'Adytcha roule nettement plus d'eau que la Iana.
L'Adytcha naît sur le versant ouest des monts Tcherski, au nord-est de la République de Sakha. Peu après sa naissance, une fois arrivée au piémont des montagnes, la rivière adopte la direction du nord-ouest. Elle longe ainsi les monts Tcherski du sud-est vers le nord-ouest, et reçoit de droite une série d'affluents issus de la fonte des neiges et des glaciers. L'Adytcha rejoint le fleuve Iana en rive droite, au niveau de la localité de Khonou, une centaine de kilomètres en aval de la ville de Batagaï.
Dans son bassin, on relève la présence de 19 000 cours d'eau, et de pas moins de 4 600 lacs.

## Le gel
L'Adytcha est généralement prise par les glaces au début du mois d'octobre. Elle reste gelée jusqu'à la fin du mois de mai ou au début du mois de juin. Comme pour la plupart des rivières du Sakha, le bassin versant de l'Adytcha repose entièrement sur un épais manteau de sol gelé en permanence ou pergélisol, d'une profondeur de plus de 300 mètres.

## Principaux affluents
Les principaux affluents de l'Adytcha sont d'amont en aval :
- le Nelguessé (rive gauche)
- le Tcharky (rive droite)
- le Boroulakh (rive gauche)

## Hydrométrie - Les débits mensuels à Iourdouk-Koumakh
Le débit de l'Adytcha a été observé pendant 63 ans (de 1937 à 1999) à Iourdouk-Koumakh, petite localité située à 26 kilomètres de son point de confluence avec la Iana, à 108 mètres d'altitude.
Le débit inter annuel moyen ou module observé à Iourdouk-Koumakh sur cette période était de 513 m3/s pour une surface prise en compte de 89 600 km2, soit près de la totalité du bassin versant de la rivière qui en compte 89 800. La lame d'eau écoulée dans ce bassin versant se monte ainsi à 181 millimètres par an, ce qui peut être considéré comme assez élevé, du moins dans le contexte de la région du grand nord iakoute.
Rivière alimentée en partie par la fonte des neiges, mais aussi par la fonte des glaciers des monts Tcherski, et quelques pluies d'été, l'Adytcha est un cours d'eau de régime nivo-glaciaire.
Les hautes eaux se déroulent du printemps au début de l'automne, de fin mai à septembre, avec un sommet très net en juin, ce qui correspond au dégel et à la fonte des neiges, surtout celles des sommets du bassin. En juillet, le débit baisse, et cette baisse se poursuit progressivement en août et en septembre. En octobre puis en novembre, le débit s'effondre rapidement, ce qui constitue le début de la période des basses eaux, laquelle a lieu de fin octobre à début mai. Cette saison de basses eaux correspond aux importantes gelées qui envahissent toute la Sibérie, et qui sont particulièrement intenses sur les montagnes du nord de la Iakoutie.
Le débit moyen mensuel observé en mars (minimum d'étiage) est de 0,20 m3/s (200 litres), tandis que celui du mois de juin se monte à 2 083 m3/s, ce qui souligne l'amplitude extrêmement importante des variations saisonnières. Sur la durée d'observation de 63 ans, le débit mensuel minimal a été de 0,00 m3/s à plusieurs reprises entre janvier et avril (arrêt de tout écoulement), tandis que le débit mensuel maximal s'est élevé à 5 570 m3/s en juin 1996 (plus de trois fois le débit moyen du Rhône en fin de parcours).
En ce qui concerne la période estivale, libre de glaces (de juin à septembre inclus), le débit mensuel minimal observé a été de 202 m3/s en septembre 1979, ce qui est appréciable.